# Castelo de Gigonza
O Castelo de Gigonza localiza-se no município de Paterna de Rivera, província de Cádis, na comunidade autónoma de Andaluzia, na Espanha.

## História
A primitiva fortificação de seu sítio remonta à Antiguidade. O actual castelo é de origem muçulmana.

## Características
O conjunto apresenta planta quadrada, dividido em dois corpos. Sobre a porta de armas, estreita e baixa, com um dintel sobre duas robustas impostas, rasga-se uma janela em arco de ferradura. O pavimento superior apresenta abóbada.
As muralhas delimitam o pátio de armas, a que se acede através de uma porta com arco de volta perfeita, encimada pelo brasão de armas da Casa de Arcos.